# هينينغ فوشيراو
هينينغ فوشيراو (بالألمانية: Henning Voscherau) (13 أغسطس 1941 في هامبورغ - 24 أغسطس 2016 في هامبورغ) كان سياسياً ألمانياً ينتمي إلى الحزب الديمقراطي الاجتماعي الألماني (SPD). شغل منصب عمدة هامبورغ من 1988 إلى 1997، وشغل منصب رئيس البوندسرات من 1990 إلى 1991.

## روابط خارجية
- هينينغ فوشيراو على موقع مونزينجر (الألمانية)